# Residuos patogénicos

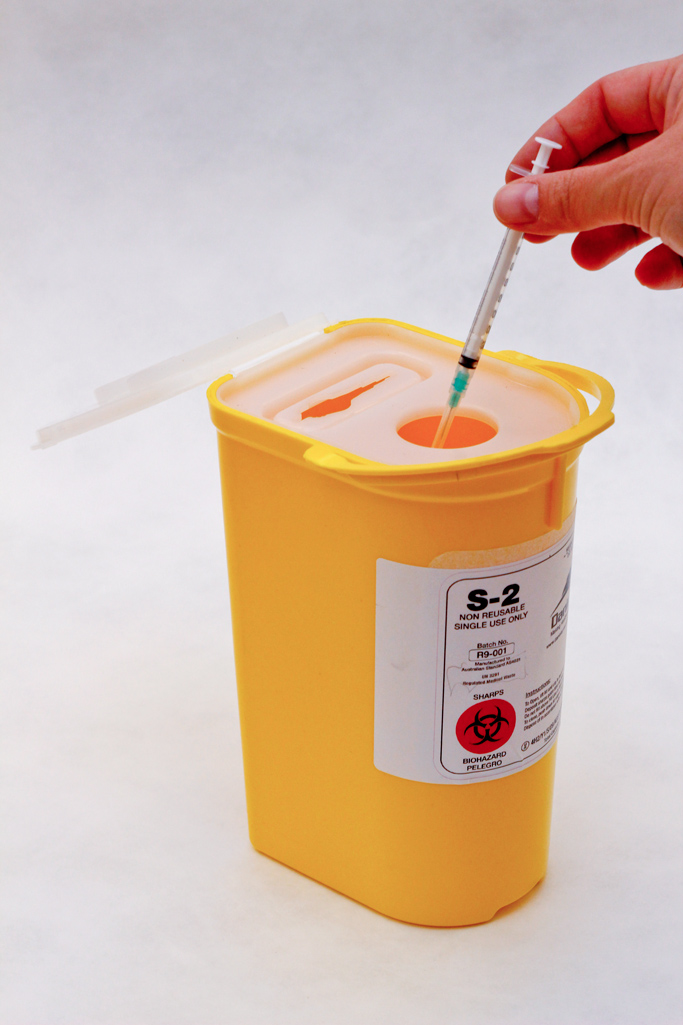
Recipiente para residuos patogénicos, en este caso una jeringa utilizada.

Los residuos patogénicos son los materiales de descarte producidos en unidades sanitarias (hospitales, centros de salud, etc.). Estos materiales de descarte son peligrosos debido a que pueden estar infectados con enfermedades infecciosas.

## Eliminación
Desde la antigüedad, se usaron diferentes métodos para tratarlos, esto es, para eliminar los elementos patógenos que pudieran contagiar (virus, bacterias, esporas, etc).
El tratamiento más difundido fue la incineración, con hornos que fueron evolucionando hasta los pirolíticos (con dos cámaras de combustión que aseguran una destrucción total de los elementos patógenos). Pero se descubrió que todo tipo de incineración genera dioxinas, sustancias cancerígenas peligrosas. Otro sistema en uso es de los autoclaves que eliminan los patógenos, aunque su uso requiere mucho manipuleo (cargar las bolsas y sacarlas después del tratamiento).
El sistema por microondas es efectivo, pero no admite elementos metálicos (agujas, escalpelos, etc.) por lo que su uso es complicado. El sistema de trituración y desinfección química es el que más futuro ofrece, ya que destruye todo incluyendo piezas anatómicas, metales, etc. y su desinfección es por medio de sustancias químicas (ácidos, hipoclorito de sodio, etc).